# AppVeyor
AppVeyor是一个托管型、分布式的持續整合服务，它在Microsoft Windows虚拟机及Ubuntu Linux虚拟机上构建和测试托管在GitHub或其他源代码托管服务（包括GitLab和Bitbucket）上的项目。AppVeyor服务由与其同名的一家2011年在加拿大成立的私营公司提供。
AppVeyor可以通过网页界面配置，或者将一个命名为“appveyor.yml”的YAML格式文本文件添加到代码存储库的根目录来配置。
Azure DevOps包含AppVeyor集成。 
2014年11月12日，微软公司在GitHub上将其.NET框架发布为开源的.NET Core，其中一些存储库中集成了AppVeyor服务。 